# Nomada hirtiventris
Nomada hirtiventris är en biart som beskrevs av Schwarz 1990. Nomada hirtiventris ingår i släktet gökbin, och familjen långtungebin. Inga underarter finns listade i Catalogue of Life.